# Série Canon PowerShot A500
A Canon PowerShot A500 é uma série de máquinas fotográficas digitais da linha PowerShot produzida pela Canon. A A560 e A570 IS são os últimos modelos da categoria em Fevereiro de 2007.
Modelos da série PowerShot A500:
1. PowerShot A510 e A520 (lançados em Fevereiro de 2005)
2. PowerShot A530 e A540 (lançados em 2006)
3. PowerShot A550 (substitui a A530) (lançado em Fevereiro de 2007)[1]
4. PowerShot A560 (anunciada em 2007-02-22)[2]
5. PowerShot A570 IS (anunciada em 2007-02-22)[3]

Modelos predecessores:
1. PowerShot A70
2. PowerShot A85

|                    | A510       | A520       | A530      | A540      | A550      | A560       | A570 IS    |
| ------------------ | ---------- | ---------- | --------- | --------- | --------- | ---------- | ---------- |
| Megapixels         | 3MP        | 4MP        | 5MP       | 6MP       | 7.1MP     | 7.1MP      | 7.1MP      |
| Zoom Óptico        | 4x         | 4x         | 4x        | 4x        | 4x        | 4x         | 4x         |
| Dimensão do visor  | 1.8"       | 1.8"       | 1.8"      | 2.5"      | 2"        | 2.5"       | 2.5"       |
| Resolução do visor | 115,000 px | 115,000 px | 77,000 px | 85,000 px | 86,000 px | 115,000 px | 115,000 px |